# Ciolent
Ciolentul (denumit și șolet sau șolent) este o mâncare tradițională evreiască. În România, se prepară în special în localitatea Hida, din județul Sălaj, chiar dacă în sat nu mai există o populație evreiască.